# Hiroji Fukazawa
Pour les articles homonymes, voir Fukazawa.
Sensei Hiroji Fukazawa, 8e dan de karaté wado-ryu (和道流), est né le 26 juillet 1949 à Shizuoka, près du Mont Fuji et décédé le 12 juin 2010 à Paris. En 1974, alors qu’il n’est âgé que de 25 ans, il quitte le Japon et rejoint Hiroo Mochizuki en France. Il passera ensuite 2 années en Italie où il enseigne le karaté. Plus tard de retour en France, il va continuer dans la voie du karaté wado-ryu, notamment au côté de Tatsuo Suzuki (1928-2011), installé au Royaume-Uni. Petit à petit et en passant toutes les étapes, Hiroji Fukazawa devient l’un de ses plus grands représentants à travers le monde. Il fut également directeur technique européen à la Wado International Karate-Do federation.